# Йозеф Батора
Проф. доктор на науките Йозеф Батора, (на словашки: Jozef Bátora) е словашки учен археолог, университетски преподавател.
Специализира се в изследвания на каменно-медната и бронзовата епоха в Централна и Източна Европа, включително и региона на Кавказ и Евразия.

## Биография
Батора е роден в село Невиджани, район Злате Моравце, Нитрански край, СР Словакия, Чехословакия на 21 юни 1950 г.
Завършва специалност „Археология“ във Факултета по изкуствата на Университета „Коменски“ в Братислава през 1973 г. Придобива степен доктор във Философския факултет на Карловия университет в Прага през 1976 г. Хабилитиран е за доцент в Масариковия университет в Бърно през 2000 г. Защитава степен доктор на науките в Института по археология на Словашката академия на науките в Нитра през 2001 г. Повишен е в професор в Масариковия университет в Бърно през 2003 г.